# Карашина (Узбекистан)
Карашина (узб. Karashina / Карашина) — городской посёлок, административный центр Дехканабадского района Кашкадарьинской области Узбекистана.

## Население
По переписи населения в 1989 году в селе проживало 5285 жителей.